# IC 2193
IC 2193 — галактика типу Sb (компактна витягнута галактика) у сузір'ї Близнята.
Цей об'єкт міститься в оригінальній редакції індексного каталогу.